# 10 mars aux Jeux paralympiques d'hiver de 2018
Le samedi 10 mars aux Jeux paralympiques d'hiver de 2018 est le premier jour de compétition.

## Programme
| Heure UTC+9 (Pyeongchang)                     |               |
| bleu                                          | Cérémonie     |
| neutre                                        | Épreuve       |
| or                                            | Finale        |
| orange                                        | Petite finale |
| rose                                          | Reporté       |
| gris                                          | Annulé        |
| Compétition masculine                         | Hommes        |
| Compétition féminine                          | Femmes        |
| Compétition mixte (hommes et femmes mélangés) | Mixte         |
| Compétition en couple (1 homme et 1 femme)    | Couple        |
| modifier                                      |               |

L'heure indiquée est celle de Pyeongchang, pour l'heure française il faut enlever 8 heures. 
| Horaire | Discipline Spécialité | Discipline Spécialité         | Discipline Spécialité | Phase                          | Résultats                                                    | Références |
| 09:30   |                       | Ski alpin Descente malvoyants |                       | Finale                         | Henrieta Farkasova · Millie Knight · Eleonor Sana            |            |
| 09:47   |                       | Ski alpin Descente debout     |                       | Finale                         | Marie Bochet · Andrea Rothfuss · Mollie Jepsen               |            |
| 10:00   |                       | Biathlon 6 km assis           |                       | Finale                         | Kendall Gretsch · Oksana Masters · Lidziya Hrafeyeva         |            |
| 10:17   |                       | Ski alpin Descente assis      |                       | Finale                         | Anna Schaffelhuber · Momoka Muraoka · Laurie Stephens        |            |
| 10:25   |                       | Biathlon 7,5 km assis         |                       | Finale                         | Daniel Cnossen · Dzmitry Loban · Collin Cameron              |            |
| 10:47   |                       | Ski alpin Descente malvoyants |                       | Finale                         | Mac Marcoux · Jakub Krako · Giacomo Bertagnolli              |            |
| 11:07   |                       | Ski alpin Descente debout     |                       | Finale                         | Théo Gmür · Arthur Bauchet · Markus Salcher                  |            |
| 11:45   |                       | Biathlon 6 km debout          |                       | Finale                         | Iekaterina Roumiantseva · Anna Milenina · Liudmyla Liashenko |            |
| 11:57   |                       | Ski alpin Descente assis      |                       | Finale                         | Andrew Kurka · Taiki Morii · Corey Peters                    |            |
| 12:00   |                       | Hockey sur luge               |                       | Manche préliminaire Groupe A   | 2-3                                                          |            |
| 12:05   |                       | Biathlon 7,5 km debout        |                       | Finale                         | Benjamin Daviet · Mark Arendz · Ihor Reptyukh                |            |
| 13:15   |                       | Biathlon 6 km malvoyants      |                       | Finale                         | Mikhalina Lyssova · Oksana Shyshkova · Sviatlana Sakhanenka  |            |
| 14:00   |                       | Biathlon 7,5 km malvoyants    |                       | Finale                         | Vitaliy Lukyanenko · Yury Holub · Anatolii Kovalevskyi       |            |
| 14:35   |                       | Curling                       |                       | Phase préliminaire 1re session | 2-5                                                          |            |
| 14:35   |                       | Curling                       |                       | Phase préliminaire 1re session | 0-8                                                          |            |
| 14:35   |                       | Curling                       |                       | Phase préliminaire 1re session | 3-7                                                          |            |
| 14:35   |                       | Curling                       |                       | Phase préliminaire 1re session | 9-4                                                          |            |
| 15:30   |                       | Hockey sur luge               |                       | Manche préliminaire Groupe B   | 4-1                                                          |            |
| 19:00   |                       | Hockey sur luge               |                       | Manche préliminaire Groupe A   | 17-0                                                         |            |
| 19:35   |                       | Curling                       |                       | Phase préliminaire 2e session  | 4-9                                                          |            |
| 19:35   |                       | Curling                       |                       | Phase préliminaire 2e session  | 6-5                                                          |            |
| 19:35   |                       | Curling                       |                       | Phase préliminaire 2e session  | 7-6                                                          |            |
| 19:35   |                       | Curling                       |                       | Phase préliminaire 2e session  | 10-1                                                         |            |

### Médailles du jour
| Rang  | Nation                         | Or | Argent | Bronze | Total |
| ----- | ------------------------------ | -- | ------ | ------ | ----- |
| 1     | États-Unis                     | 3  | 1      | 1      | 5     |
| 2     | France                         | 2  | 1      |        | 3     |
| 2=    | Athlètes paralympiques neutres | 2  | 1      |        | 3     |
| 4     | Ukraine                        | 1  | 1      | 3      | 5     |
| 5     | Canada                         | 1  | 1      | 2      | 4     |
| 6     | Slovaquie                      | 1  | 1      |        | 2     |
| 6=    | Allemagne                      | 1  | 1      |        | 2     |
| 8     | Suisse                         | 1  |        |        | 1     |
| 9     | Biélorussie                    |    | 2      | 2      | 4     |
| 10    | Japon                          |    | 2      |        | 2     |
| 10=   | Grande-Bretagne                |    | 1      |        | 1     |
| 10=   | Autriche                       |    |        | 1      | 1     |
| 10=   | Italie                         |    |        | 1      | 1     |
| 10=   | Belgique                       |    |        | 1      | 1     |
| 10=   | Nouvelle-Zélande               |    |        | 1      | 1     |
| Total | Total                          | 12 | 12     | 12     | 36    |